# Inokarp
Inokarp (Inocarpus) je rod rostlin řazený do čeledi bobovité (Fabaceae). Jsou to stromy, často s pilíři u paty kmene a s jednoduchými listy. Jádra plodů Inocarpus fagifer neboli tahitského kaštanu jsou jedlá a jsou na tichomořských ostrovech důležitou potravinou.

## Popis
Inokarpy jsou stálezelené stromy, dorůstající výšky až 25 metrů. U paty kmene mají často opěrné pilíře. Listy jsou jednoduché, velké, kožovité, podlouhle kopinaté, s krátkým řapíkem a drobnými opadavými palisty. Květy jsou přisedlé, bílé, smetanové nebo žluté, vonné, uspořádané v jednoduchých nebo větvených klasech vyvíjejících se v úžlabí listů nebo na starém dřevě. Mladá květenství mohou připomínat jehnědy. Kalich je zvonkovitý, dvoulaločný nebo toulcovitý. Koruna nemá motýlovitý tvar charakteristický pro většinu bobovitých. Korunních lístků je 5, ve spodní polovině jsou srostlé v korunní trubku. Tyčinek je obvykle 10, nitky jsou srostlé v trubičku, téměř po celé délce přirostlé ke korunní trubce a střídají se delší s kratšími. Semeník je chlupatý, obvykle s jediným vajíčkem a s velmi krátkou čnělkou. Plod je nepukavý, jednosemenný, zploštělý, vejcovitého až oválného tvaru, připomínající peckovici.

## Rozšíření
Rod inokarp zahrnuje 2 až 4 druhy. Je rozšířen v jihovýchodní Asii od Jávy na východ po tichomořské ostrovy, zahrnující Polynésii, Melanésii i Mikronésii. Inocarpus fagifer neboli tahitský kaštan roste charakteristicky v druhotných nížinných lesích a na březích vodních toků a bažin.

## Taxonomie
Rod Inocarpus je v rámci podčeledi Faboideae výjimečný jednak stavbou květů, které jsou téměř pravidelné, a též jednoduchými listy. Blízce příbuzným rodem je Etaballia, pocházející z tropické Jižní Ameriky. Tahitský kaštan, Inocarpus fagifer, byl dříve znám pod jménem Inocarpus edulis.

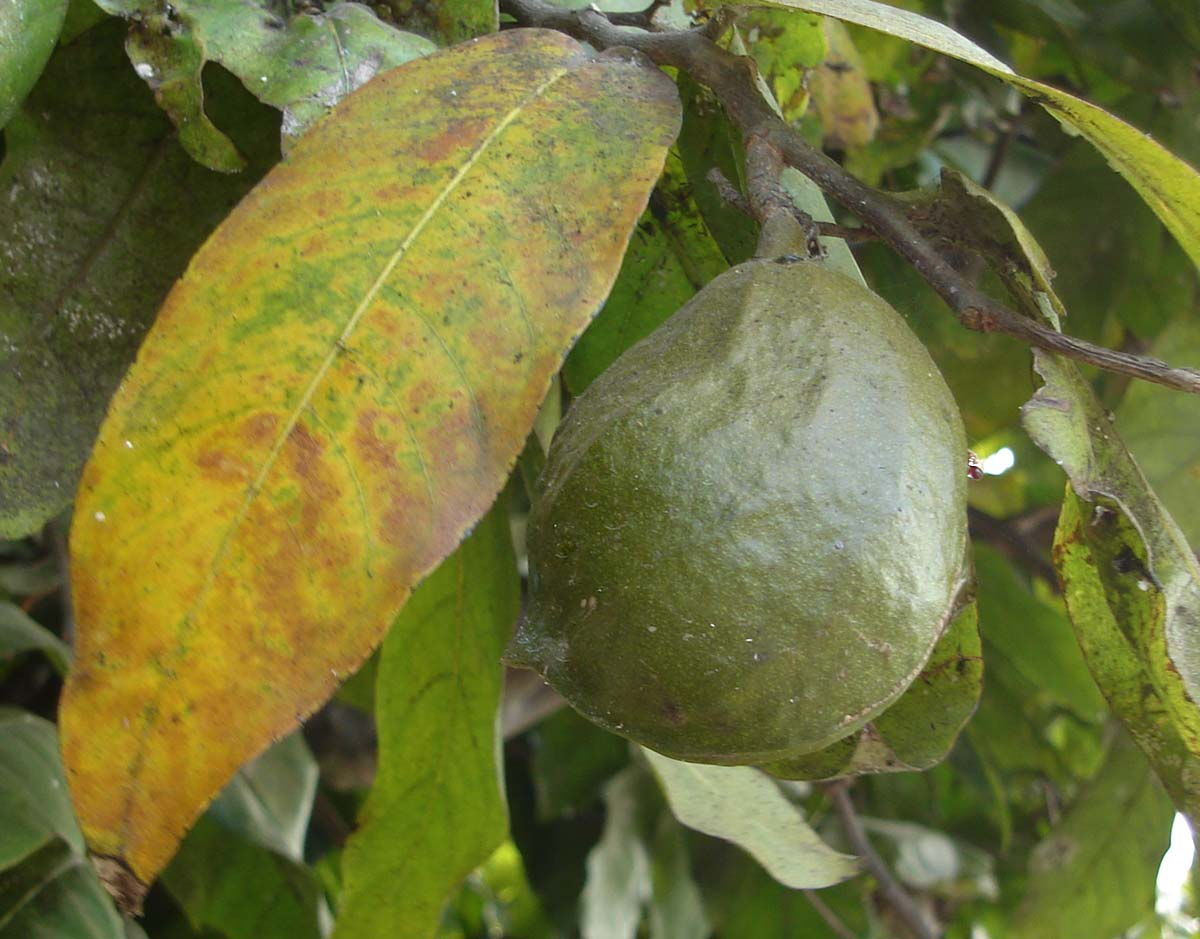
Plody tahitského kaštanu, Inocarpus fagifer

## Význam
Jádra plodů tahitského kaštanu (Inocarpus fagifer) jsou jedlá a tvořila zejména v minulosti důležitou složku stravy obyvatel tichomořských ostrovů. Jsou bohatá na škroby a tuky a konzumují se syrová, vařená nebo pražená. Listy a kůra jsou využívány medicínsky, dřevo na lehké stavby, nábytek, kánoe, násady a podobně a také jako palivo. Listy jsou také využívány jako krmivo.